# Gravsted.dk
Gravsted.dk er en dansk hjemmeside med oplysninger om primært kendte danskeres gravsteder. Hjemmesiden blev lanceret i 2003 og har siden været ejet af Henrik Stender.
Siden bestyres af "Ruth og Henrik" på privat basis. Der er ingen forening eller anden organisation bag den, og der er ingen form for økonomi involveret.
Det fremgår af siden, at dens "formål er at skabe en interaktiv kirkegårdsvandring".
Til hver afdød persons opslag findes et foto af personens gravsted, en kort biografi, og et portræt for så vidt det er muligt at finde et sådant, som ikke er underlagt copyright.
Fotos af gravsteder er enten taget af Ruth og Henrik selv eller af andre bidragydere. I de senere år er det i en vis udstrækning gjort brug af fotos, som er uploaded til fri afbenyttelse på Wikimedia Commons.
De korte biografier – max. 200 ord – er skrevet af forskellige frivillige, ulønnede bidragydere.
Knap 12.500 afdøde danskeres og udlændinges gravsteder er med på hjemmesiden (pr.  juli 2022).